# Nagroda Shawa

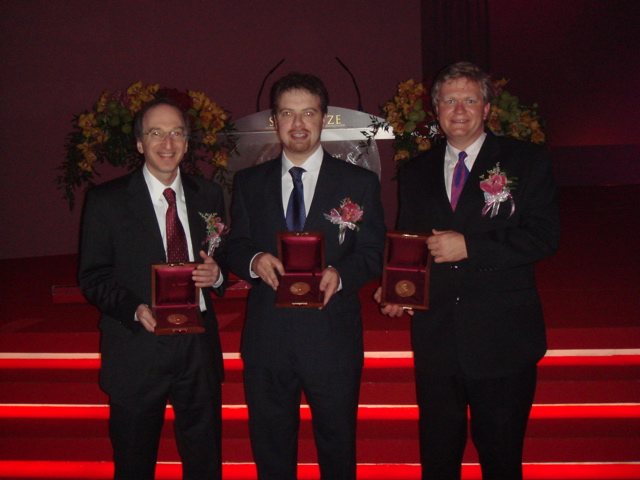
Laureaci Nagrody Shawa w dziedzinie astronomii w roku 2006. Od lewej: Saul Perlmutter, Adam Riess i Brian Schmidt.

Nagroda Shawa – międzynarodowa nagroda naukowa przyznawana corocznie od 2004 roku. Laureaci są wyłaniani w trzech kategoriach:
- matematyka,
- nauki przyrodnicze i medycyna,
- astronomia.

Premia pieniężna wynosi milion dolarów.
Nagrodę ustanowił w 2002 roku potentat medialny i filantrop z Hongkongu Sir Run Run Shaw (邵逸夫), nazywając ją własnym imieniem. Bywa określana mianem „Nobla Wschodu”.
Wśród laureatów znalazł się Polak: matematyk Henryk Iwaniec (2015).

## Nagroda
Przyznawana przez przeznaczoną do tego fundację w Hongkongu (The Shaw Prize Foundation), według słów organizatora:
[Nagroda] przeznaczona jest dla osób fizycznych czynnych w swoich dziedzinach, które niedawno poczyniły uznane i istotne postępy, wniosły wybitny wkład w akademickie i naukowe badania lub zastosowania, lub które osiągnęły doskonałość w innych domenach. Poświęcona jest pogłębianiu rozwoju społecznego, ulepszaniu jakości życia i wzbogacaniu ludzkiej duchowej cywilizacji.
Uważa się, że nagroda Shawa często poprzedza Nagrodę Nobla.

## Laureaci

### Astronomia
| Rok  | Laureat                     | Państwo zatrudnienia | Uzasadnienie | Przypisy             |
| ---- | --------------------------- | -------------------- | --- | -------------------- |
| 2004 | James Peebles               | Stany Zjednoczone    | za swój wkład w kosmologię (for his contributions to cosmology) | [ 10 ] [ 11 ]        |
| 2005 | Geoffrey Marcy              | Stany Zjednoczone    | za ich wkład, który doprowadził do odkrycia systemów planetarnych (for their contributions that led to the discovery of planetary systems) | [ 12 ] [ 13 ]        |
| 2005 | Michel Mayor                | Szwajcaria           | za ich wkład, który doprowadził do odkrycia systemów planetarnych (for their contributions that led to the discovery of planetary systems) | [ 12 ] [ 13 ]        |
| 2006 | Saul Perlmutter             | USA                  | za odkrycie tempa ekspansji przyspieszającego Wszechświata oraz gęstości energii próżni (for finding the expansion rate of the accelerating universe and the energy density of space) | [ 14 ] [ 15 ] [ 16 ] |
| 2006 | Adam Riess                  | USA                  | za odkrycie tempa ekspansji przyspieszającego Wszechświata oraz gęstości energii próżni (for finding the expansion rate of the accelerating universe and the energy density of space) | [ 14 ] [ 15 ] [ 16 ] |
| 2006 | Brian Schmidt               | Australia            | za odkrycie tempa ekspansji przyspieszającego Wszechświata oraz gęstości energii próżni (for finding the expansion rate of the accelerating universe and the energy density of space) | [ 14 ] [ 15 ] [ 16 ] |
| 2007 | Peter Goldreich             | Stany Zjednoczone    | za osiągnięcia w astrofizyce teoretycznej i planetologii (for his achievements in theoretical astrophysics and planetary sciences) | [ 17 ] [ 18 ] [ 19 ] |
| 2008 | Reinhard Genzel             | Niemcy               | za wykazanie, że centrum Drogi Mlecznej zawiera supermasywną czarną dziurę (for demonstrating that the Milky Way’s centre contains a supermassive black hole) | [ 20 ] [ 21 ]        |
| 2009 | Frank Hsia-San Shu (徐遐生) | Stany Zjednoczone    | za wybitne osiągnięcia życia na polu astronomii teoretycznej (for his outstanding lifelong contributions to theoretical astronomy) | [ 22 ] [ 23 ] [ 24 ] |
| 2010 | Charles L. Bennett          | Stany Zjednoczone    | za ich wkład w eksperyment Wilkinson Microwave Anisotropy Probe [sondę NASA im. Davida Wilkinsona służącą badaniu anizotropii mikrofalowego promieniowania tła], który umożliwił precyzyjne ustalenie podstawowych parametrów kosmologicznych, w tym kształtu, wieku i składu wszechświata (for their contributions to the Wilkinson Microwave Anisotropy Probe experiment, which has enabled precise determinations of the fundamental cosmological parameters, including the geometry, age and composition of the universe) | [ 25 ]               |
| 2010 | Lyman Page                  | Stany Zjednoczone    | za ich wkład w eksperyment Wilkinson Microwave Anisotropy Probe [sondę NASA im. Davida Wilkinsona służącą badaniu anizotropii mikrofalowego promieniowania tła], który umożliwił precyzyjne ustalenie podstawowych parametrów kosmologicznych, w tym kształtu, wieku i składu wszechświata (for their contributions to the Wilkinson Microwave Anisotropy Probe experiment, which has enabled precise determinations of the fundamental cosmological parameters, including the geometry, age and composition of the universe) | [ 25 ]               |
| 2010 | David Spergel               | Stany Zjednoczone    | za ich wkład w eksperyment Wilkinson Microwave Anisotropy Probe [sondę NASA im. Davida Wilkinsona służącą badaniu anizotropii mikrofalowego promieniowania tła], który umożliwił precyzyjne ustalenie podstawowych parametrów kosmologicznych, w tym kształtu, wieku i składu wszechświata (for their contributions to the Wilkinson Microwave Anisotropy Probe experiment, which has enabled precise determinations of the fundamental cosmological parameters, including the geometry, age and composition of the universe) | [ 25 ]               |
| 2011 | Enrico Costa                | Włochy               | za ich wiodącą rolę w misjach kosmicznych, które umożliwiły przedstawienie kosmologicznego pochodzenia rozbłysków gamma, najjaśniejszych znanych źródeł promieniowania we Wszechświecie (for their leadership of space missions that enabled the demonstration of the cosmological origin of gamma ray bursts, the brightest sources known in the universe) | [ 26 ]               |
| 2011 | Gerald Fishman              | Stany Zjednoczone    | za ich wiodącą rolę w misjach kosmicznych, które umożliwiły przedstawienie kosmologicznego pochodzenia rozbłysków gamma, najjaśniejszych znanych źródeł promieniowania we Wszechświecie (for their leadership of space missions that enabled the demonstration of the cosmological origin of gamma ray bursts, the brightest sources known in the universe) | [ 26 ]               |
| 2012 | David Jewitt                | Stany Zjednoczone    | za ich odkrycie i scharakteryzowanie ciał transneptunowych, archeologicznego skarbu pochodzącego z czasu formowania się Układu Słonecznego i długo poszukiwanego źródła komet krótkookresowych (for their discovery and characterization of trans-Neptunian bodies, an archeological treasure dating back to the formation of the solar system and the long-sought source of short period comets) | [ 27 ]               |
| 2012 | Jane Luu                    | Stany Zjednoczone    | za ich odkrycie i scharakteryzowanie ciał transneptunowych, archeologicznego skarbu pochodzącego z czasu formowania się Układu Słonecznego i długo poszukiwanego źródła komet krótkookresowych (for their discovery and characterization of trans-Neptunian bodies, an archeological treasure dating back to the formation of the solar system and the long-sought source of short period comets) | [ 27 ]               |
| 2013 | Steven Balbus               | Wielka Brytania      | za odkrycie i badania nad niestabilnością magnetorotacyjną oraz za wykazanie, że ta niestabilność prowadzi do turbulencji i jest skutecznym mechanizmem przekazania momentu pędu astrofizycznym dyskom akrecyjnym (for their discovery and study of the magnetorotational instability, and for demonstrating that this instability leads to turbulence and is a viable mechanism for angular momentum transport in astrophysical accretion disks) | [ 28 ]               |
| 2013 | John F. Hawley              | Stany Zjednoczone    | za odkrycie i badania nad niestabilnością magnetorotacyjną oraz za wykazanie, że ta niestabilność prowadzi do turbulencji i jest skutecznym mechanizmem przekazania momentu pędu astrofizycznym dyskom akrecyjnym (for their discovery and study of the magnetorotational instability, and for demonstrating that this instability leads to turbulence and is a viable mechanism for angular momentum transport in astrophysical accretion disks) | [ 28 ]               |
| 2014 | Daniel Eisenstein           | Stany Zjednoczone    | za ich wkład w pomiar cech wielkoskalowych struktur galaktyk używanych do ograniczenia modelu kosmologicznego, w tym barionowych oscylacji akustycznych oraz zaburzeń przestrzeni wynikających z przesunięcia ku czerwieni (poczerwienienia) (for their contributions to the measurements of features in the large-scale structure of galaxies used to constrain the cosmological model, including baryon acoustic oscillations and redshift-space distortions) | [ 29 ]               |
| 2014 | Shaun Cole                  | Wielka Brytania      | za ich wkład w pomiar cech wielkoskalowych struktur galaktyk używanych do ograniczenia modelu kosmologicznego, w tym barionowych oscylacji akustycznych oraz zaburzeń przestrzeni wynikających z przesunięcia ku czerwieni (poczerwienienia) (for their contributions to the measurements of features in the large-scale structure of galaxies used to constrain the cosmological model, including baryon acoustic oscillations and redshift-space distortions) | [ 29 ]               |
| 2014 | John A. Peacock             | Wielka Brytania      | za ich wkład w pomiar cech wielkoskalowych struktur galaktyk używanych do ograniczenia modelu kosmologicznego, w tym barionowych oscylacji akustycznych oraz zaburzeń przestrzeni wynikających z przesunięcia ku czerwieni (poczerwienienia) (for their contributions to the measurements of features in the large-scale structure of galaxies used to constrain the cosmological model, including baryon acoustic oscillations and redshift-space distortions) | [ 29 ]               |
| 2015 | William J. Borucki          | Stany Zjednoczone    | za danie początku i poprowadzenie misji kosmicznego teleskopu Keplera, który wielce poszerzył wiedzę na temat zarówno pozasłonecznych układów planetarnych, jak i wnętrz gwiazd (for his conceiving and leading the Kepler mission, which greatly advanced knowledge of both extrasolar planetary systems and stellar interiors) | [ 30 ]               |
| 2016 | Ronald Drever               | Wielka Brytania      | za zapoczątkowanie i zaprojektowanie Laserowego Obserwatorium Interferometrycznego Fal Grawitacyjnych (LIGO), którego niedawne bezpośrednie wykrycie fal grawitacyjnych otwiera nowe drzwi w astronomii, z pierwszym istotnym odkryciem fuzji pary czarnych dziur o masach gwiazd (for conceiving and designing the Laser Interferometer Gravitational-Wave Observatory (LIGO), whose recent direct detection of gravitational waves opens a new window in astronomy, with the first remarkable discovery being the merger of a pair of stellar mass black holes) | [ 31 ]               |
| 2016 | Kip Thorne                  | Stany Zjednoczone    | za zapoczątkowanie i zaprojektowanie Laserowego Obserwatorium Interferometrycznego Fal Grawitacyjnych (LIGO), którego niedawne bezpośrednie wykrycie fal grawitacyjnych otwiera nowe drzwi w astronomii, z pierwszym istotnym odkryciem fuzji pary czarnych dziur o masach gwiazd (for conceiving and designing the Laser Interferometer Gravitational-Wave Observatory (LIGO), whose recent direct detection of gravitational waves opens a new window in astronomy, with the first remarkable discovery being the merger of a pair of stellar mass black holes) | [ 31 ]               |
| 2016 | Rainer Weiss                | Stany Zjednoczone    | za zapoczątkowanie i zaprojektowanie Laserowego Obserwatorium Interferometrycznego Fal Grawitacyjnych (LIGO), którego niedawne bezpośrednie wykrycie fal grawitacyjnych otwiera nowe drzwi w astronomii, z pierwszym istotnym odkryciem fuzji pary czarnych dziur o masach gwiazd (for conceiving and designing the Laser Interferometer Gravitational-Wave Observatory (LIGO), whose recent direct detection of gravitational waves opens a new window in astronomy, with the first remarkable discovery being the merger of a pair of stellar mass black holes) | [ 31 ]               |
| 2017 | Simon White                 | Niemcy               | za jego wkład w rozumienie formowania się struktur Wszechświata. Za pomocą potężnych symulacji numerycznych pokazał jak drobne fluktuacje gęstości we wczesnym Wszechświecie rozwijają się w galaktyki i inne struktury nieliniowe, silnie wspierając kosmologię płaskiej geometrii Wszechświata, także zdominowaną przez ciemną materię i stałą kosmologiczną (for his contributions to understanding structure formation in the Universe. With powerful numerical simulations he has shown how small density fluctuations in the early Universe develop into galaxies and other nonlinear structures, strongly supporting a cosmology with a flat geometry, and dominated by dark matter and a cosmological constant) | [ 32 ]               |
| 2018 | Jean-Loup Puget             | Francja              | za jego wkład w astronomię: od podczerwonej (w podczerwieni) po fal submilimetrowych. Wykrył podczerwone promieniowanie tła dawnych galaktyk tworzących gwiazdy oraz zaproponował w składzie materii międzygwiazdowej cząsteczki węglowodorów aromatycznych. Wraz z misją kosmiczną Obserwatorium Plancka w olbrzymi sposób pogłębił naszą znajomość kosmologii wobec obecności w tzw. pierwszym planie Wszechświata materii międzygwiezdnej. (for his contributions to astronomy in the infrared to submillimetre spectral range. He detected the cosmic far-infrared background from past star-forming galaxies, and proposed aromatic hydrocarbon molecules as a constituent of interstellar matter. With the Planck space mission, he has dramatically advanced our knowledge of cosmology in the presence of interstellar matter foregrounds) | [ 33 ]               |
| 2019 | Edward C. Stone             | Stany Zjednoczone    | za jego przewodzenie Programowi Voyager, który przez ostatnie cztery dekady przekształcił nasze rozumienie czterech wielkich planet i zewnętrznego układu słonecznego, a obecnie rozpoczął eksplorację przestrzeni międzygwiezdnej (for his leadership in the Voyager project, which has, over the past four decades, transformed our understanding of the four giant planets and the outer solar system, and has now begun to explore interstellar space) | [ 34 ]               |
| 2020 | Roger Blandford             | Stany Zjednoczone    | za jego fundamentalny wkład w astrofizykę teoretyczną, szczególnie dotyczącej podstawowego rozumienia aktywnych jąder galaktyk, formacji i kolimacji relatywistycznych strug (dżetów), mechanizmu wydobycia energii z czarnych dziur, a także przyspieszenia cząstek w szokach i odpowiadających im mechanizmom promieniowania (for his foundational contributions to theoretical astrophysics, especially concerning the fundamental understanding of active galactic nuclei, the formation and collimation of relativistic jets, the energy extraction mechanism from black holes, and the acceleration of particles in shocks and their relevant radiation mechanisms) | [ 35 ]               |
| 2021 | Victoria M. Kaspi           | Kanada               | za wkład w zrozumienie magnetarów – silnie namagnesowanych gwiazd neutronowych, które są powiązane z szerokim zakresem spektakularnych, przejściowych zjawisk astrofizycznych. Dzięki opracowaniu nowych i precyzyjnych technik obserwacyjnych potwierdziły istnienie gwiazd neutronowych o ultra‑silnych polach magnetycznych oraz scharakteryzowały ich właściwości fizyczne. Ich praca ustanowiła magnetary jako nową i ważną klasę obiektów astrofizycznych. | [ 36 ]               |
| 2021 | Chryssa Kouveliotou         | Stany Zjednoczone    | za wkład w zrozumienie magnetarów – silnie namagnesowanych gwiazd neutronowych, które są powiązane z szerokim zakresem spektakularnych, przejściowych zjawisk astrofizycznych. Dzięki opracowaniu nowych i precyzyjnych technik obserwacyjnych potwierdziły istnienie gwiazd neutronowych o ultra‑silnych polach magnetycznych oraz scharakteryzowały ich właściwości fizyczne. Ich praca ustanowiła magnetary jako nową i ważną klasę obiektów astrofizycznych. | [ 36 ]               |
| 2022 | Lennart Lindegren           | Szwecja              | za wieloletni wkład w astrometrię kosmiczną, a w szczególności za rolę w opracowaniu koncepcji i zaprojektowaniu misji Hipparcos i Gaia Europejskiej Agencji Kosmicznej. | [ 37 ]               |
| 2022 | Michael Perryman            | Irlandia             | za wieloletni wkład w astrometrię kosmiczną, a w szczególności za rolę w opracowaniu koncepcji i zaprojektowaniu misji Hipparcos i Gaia Europejskiej Agencji Kosmicznej. | [ 37 ]               |
| 2023 | Matthew Bailes              | Australia            | za odkrycie szybkich błysków radiowych (FRB). | [ 38 ]               |
| 2023 | Duncan Lorimer              | Stany Zjednoczone    | za odkrycie szybkich błysków radiowych (FRB). | [ 38 ]               |
| 2023 | Maura McLaughlin            | Stany Zjednoczone    | za odkrycie szybkich błysków radiowych (FRB). | [ 38 ]               |
| 2024 | Shrinivas R Kulkarni        | Stany Zjednoczone    | za przełomowe odkrycia dotyczące pulsarów milisekundowych, rozbłysków gamma, supernowych oraz innych zmiennych lub przejściowych obiektów astronomicznych. Jego wkład w astronomię czasu rzeczywistego zwieńczony został opracowaniem koncepcji, budową i kierowaniem projektami Palomar Transient Factory oraz jego kontynuacją – Zwicky Transient Facility – które zrewolucjonizowały rozumienie zmienności optycznego nieba | [ 39 ]               |
| 2025 | John Richard Bond           | Kanada               | za pionierskie badania w dziedzinie kosmologii, w szczególności nad fluktuacjami w mikrofalowym promieniowaniu tła | [ 40 ]               |
| 2025 | George Efstathiou           | Wielka Brytania      | za pionierskie badania w dziedzinie kosmologii, w szczególności nad fluktuacjami w mikrofalowym promieniowaniu tła | [ 40 ]               |

### Nauki przyrodnicze i medycyna
| Rok  | Laureat              | Państwo zatrudnienia | Uzasadnienie | Przypisy      |
| ---- | -------------------- | -------------------- | --- | ------------- |
| 2004 | Stanley Cohen        | Stany Zjednoczone    | za ich wkład w klonowanie DNA i inżynierię genetyczną (for their contributions to DNA cloning and genetic engineering) | [ 42 ]        |
| 2004 | Herbert W. Boyer     | Stany Zjednoczone    | za ich wkład w klonowanie DNA i inżynierię genetyczną (for their contributions to DNA cloning and genetic engineering) | [ 42 ]        |
| 2004 | Yuet Wai Kan         | Stany Zjednoczone    | za jego pracę nad polimorfizmem DNA i jego wpływem na genetykę człowieka (for his works on DNA polymorphism and its influence on human genetics) | [ 42 ]        |
| 2004 | Sir Richard Doll     | Wielka Brytania      | za jego wkłąd we współczesną epidemiologię raka (for his contributions to modern cancer epidemiology) | [ 42 ]        |
| 2005 | Sir Michael Berridge | Wielka Brytania      | za jego prace nad sygnalizacją wapniową w regulacji aktywności komórkowej (for his works on calcium signalling in the regulation of cellular activity) | [ 43 ] [ 44 ] |
| 2006 | Xiaodong Wang        | Stany Zjednoczone    | za jego odkrycie biochemicznej podstawy zaprogramowanej śmierci komórki, kluczowego procesu równoważącego narodziny komórek i chroniącego przed rakiem (for his discovery of the biochemical basis of programmed cell death, a vital process that balances cell birth and defends against cancer) | [ 45 ] [ 46 ] |
| 2007 | Robert Lefkowitz     | Stany Zjednoczone    | za jego nieustępliwe objaśnianie ważnego systemu receptorowego, który mediuje odpowiedź komórkową oraz organów na leki i hormony (for his relentless elucidation of the major receptor system that mediates the response of cells and organs to drugs and hormones) | [ 47 ] [ 5 ]  |
| 2008 | Keith H. S. Campbell | Wielka Brytania      | za ich niedawne przełomowe innowacje w zakresie odwrócenia procesu różnicowania komórek u ssaków, zjawiska które poszerza naszą wiedzę na temat biologii rozwoju i daje wielkie nadzieje na polu leczenia ludzkich chorób oraz usprawnień praktyk rolniczych (for their recent pivotal innovations in reversing the process of cell differentiation in mammals, a phenomenon which advances our knowledge of developmental biology and holds great promise for the treatment of human diseases and improvements in agriculture practices.) | [ 48 ]        |
| 2008 | Sir Ian Wilmut       | Wielka Brytania      | za ich niedawne przełomowe innowacje w zakresie odwrócenia procesu różnicowania komórek u ssaków, zjawiska które poszerza naszą wiedzę na temat biologii rozwoju i daje wielkie nadzieje na polu leczenia ludzkich chorób oraz usprawnień praktyk rolniczych (for their recent pivotal innovations in reversing the process of cell differentiation in mammals, a phenomenon which advances our knowledge of developmental biology and holds great promise for the treatment of human diseases and improvements in agriculture practices.) | [ 48 ]        |
| 2008 | Shin’ya Yamanaka     | Japonia              | za ich niedawne przełomowe innowacje w zakresie odwrócenia procesu różnicowania komórek u ssaków, zjawiska które poszerza naszą wiedzę na temat biologii rozwoju i daje wielkie nadzieje na polu leczenia ludzkich chorób oraz usprawnień praktyk rolniczych (for their recent pivotal innovations in reversing the process of cell differentiation in mammals, a phenomenon which advances our knowledge of developmental biology and holds great promise for the treatment of human diseases and improvements in agriculture practices.) | [ 48 ]        |
| 2009 | Douglas L. Coleman   | Stany Zjednoczone    | za ich wkład prowadzący do odkrycia leptyny, hormonu regulującego spożywanie pokarmów i masę ciała (for their work leading to the discovery of leptin, a hormone that regulates food intake and body weight) | [ 49 ]        |
| 2009 | Jeffrey M. Friedman  | Stany Zjednoczone    | za ich wkład prowadzący do odkrycia leptyny, hormonu regulującego spożywanie pokarmów i masę ciała (for their work leading to the discovery of leptin, a hormone that regulates food intake and body weight) | [ 49 ]        |
| 2010 | David Julius         | Stany Zjednoczone    | za jego przełomowe odkrycia mechanizmów molekularnych, za pomocą których skóra odczuwa bolesne bodźce, temperaturę oraz wytwarza nadwrażliwość na ból (for his seminal discoveries of molecular mechanisms by which the skin senses painful stimuli and temperature and produces pain hypersensitivity) | [ 50 ]        |
| 2011 | Jules Hoffmann       | Francja              | za ich odkycie molekularnego podłoża odporności nieswoistej, pierwszej linii obrony przed patogenami (for their discovery of the molecular mechanism of innate immunity, the first line of defense against pathogens) | [ 51 ]        |
| 2011 | Ruslan Medzhitov     | Stany Zjednoczone    | za ich odkycie molekularnego podłoża odporności nieswoistej, pierwszej linii obrony przed patogenami (for their discovery of the molecular mechanism of innate immunity, the first line of defense against pathogens) | [ 51 ]        |
| 2011 | Bruce Beutler        | Stany Zjednoczone    | za ich odkycie molekularnego podłoża odporności nieswoistej, pierwszej linii obrony przed patogenami (for their discovery of the molecular mechanism of innate immunity, the first line of defense against pathogens) | [ 51 ]        |
| 2012 | Franz-Ulrich Hartl   | Niemcy               | za ich wkład w rozumienie mechanizmów cząsteczkowych zwijania białek. Poprawne zwijanie białek jest konieczne dla wielu czynności komórkowych (for their contributions to the understanding of the molecular mechanism of protein folding. Proper protein folding is essential for many cellular functions) | [ 52 ]        |
| 2012 | Arthur Horwich       | Stany Zjednoczone    | za ich wkład w rozumienie mechanizmów cząsteczkowych zwijania białek. Poprawne zwijanie białek jest konieczne dla wielu czynności komórkowych (for their contributions to the understanding of the molecular mechanism of protein folding. Proper protein folding is essential for many cellular functions) | [ 52 ]        |
| 2013 | Jeffrey C. Hall      | Stany Zjednoczone    | za ich odkrycie mechanizmów molekularnych stojących u podstaw rytmów dobowych (for their discovery of molecular mechanisms underlying circadian rhythms) | [ 53 ]        |
| 2013 | Michael Rosbash      | Stany Zjednoczone    | za ich odkrycie mechanizmów molekularnych stojących u podstaw rytmów dobowych (for their discovery of molecular mechanisms underlying circadian rhythms) | [ 53 ]        |
| 2013 | Michael W. Young     | Stany Zjednoczone    | za ich odkrycie mechanizmów molekularnych stojących u podstaw rytmów dobowych (for their discovery of molecular mechanisms underlying circadian rhythms) | [ 53 ]        |
| 2014 | Kazutoshi Mori       | Japonia              | za ich odkrycie odpowiedzi na niesfałdowane białka w siateczce śródplazmatycznej, komórkowego szlaku sygnałowego, który kontroluje homeostazę organelli i jakość eksportu białek w komórkach eukariontów (for their discovery of the Unfolded Protein Response of the endoplasmic reticulum, a cell signalling pathway that controls organelle homeostasis and quality of protein export in eukaryotic cells) | [ 54 ]        |
| 2014 | Peter Walter         | Stany Zjednoczone    | za ich odkrycie odpowiedzi na niesfałdowane białka w siateczce śródplazmatycznej, komórkowego szlaku sygnałowego, który kontroluje homeostazę organelli i jakość eksportu białek w komórkach eukariontów (for their discovery of the Unfolded Protein Response of the endoplasmic reticulum, a cell signalling pathway that controls organelle homeostasis and quality of protein export in eukaryotic cells) | [ 54 ]        |
| 2015 | Bonnie L. Bassler    | Stany Zjednoczone    | za objaśnienie podstaw molekularnych mechanizmu wyczuwania kworum (ang. quorum sensing), procesu w którym bakterie komunikują się ze sobą a który oferuje nowatorskie sposoby ingerencji w patogeny bakteryjne oraz modulacji mikrobiomu dla zastosowań zdrowotnych (for elucidating the molecular mechanism of quorum sensing, a process whereby bacteria communicate with each other and which offers innovative ways to interfere with bacterial pathogens or to modulate the microbiome for health applications)                       | [ 55 ]        |
| 2015 | E. Peter Greenberg   | Stany Zjednoczone    | za objaśnienie podstaw molekularnych mechanizmu wyczuwania kworum (ang. quorum sensing), procesu w którym bakterie komunikują się ze sobą a który oferuje nowatorskie sposoby ingerencji w patogeny bakteryjne oraz modulacji mikrobiomu dla zastosowań zdrowotnych (for elucidating the molecular mechanism of quorum sensing, a process whereby bacteria communicate with each other and which offers innovative ways to interfere with bacterial pathogens or to modulate the microbiome for health applications)                       | [ 55 ]        |
| 2016 | Adrian Bird          | Wielka Brytania      | za ich odkrycie genów i zakodowanych białek, które rozpoznają pewną chemiczną modyfikację DNA chromosomów wpływających na kontrolę genów stanowiącą podstawę jednego zaburzenia rozwojowego, Zespołu Retta (for their discovery of the genes and the encoded proteins that recognize one chemical modification of the DNA of chromosomes that influences gene control as the basis of the developmental disorder Rett syndrome) | [ 56 ]        |
| 2016 | Huda Zoghbi          | Stany Zjednoczone    | za ich odkrycie genów i zakodowanych białek, które rozpoznają pewną chemiczną modyfikację DNA chromosomów wpływających na kontrolę genów stanowiącą podstawę jednego zaburzenia rozwojowego, Zespołu Retta (for their discovery of the genes and the encoded proteins that recognize one chemical modification of the DNA of chromosomes that influences gene control as the basis of the developmental disorder Rett syndrome) | [ 56 ]        |
| 2017 | Ian R. Gibbons       | Stany Zjednoczone    | za ich odkrycie związanych z mikrotubulami białek motorycznych: silników napędzających komórkowe i wewnątrzkomórkowe ruchy niezbędne do wzrostu, podziału i przetrwania komórek ludzkich (for their discovery of microtubule-associated motor proteins: engines that power cellular and intracellular movements essential to the growth, division, and survival of human cells) | [ 57 ]        |
| 2017 | Ronald Vale          | Stany Zjednoczone    | za ich odkrycie związanych z mikrotubulami białek motorycznych: silników napędzających komórkowe i wewnątrzkomórkowe ruchy niezbędne do wzrostu, podziału i przetrwania komórek ludzkich (for their discovery of microtubule-associated motor proteins: engines that power cellular and intracellular movements essential to the growth, division, and survival of human cells) | [ 57 ]        |
| 2018 | Mary-Claire King     | Stany Zjednoczone    | za zmapowanie pierwszego genu raka piersi. Wykorzystując modelowanie matematyczne King przewidziała i wykazała, że rak piersi może być spowodowany przez pojedynczy gen. Zmapowała ten gen, co ułatwiło sklonowanie go i uratowało tysiące istnień (for her mapping of the first breast cancer gene. Using mathematical modeling, King predicted and then demonstrated that breast cancer can be caused by a single gene. She mapped the gene which facilitated its cloning and has saved thousands of lives)                              | [ 58 ]        |
| 2019 | Maria Jasin          | Stany Zjednoczone    | za jej pracę pokazującą, że umiejscowione uszkodzenia obu nici DNA stymulują rekombinację (naprawę rekombinacyjną) w komórkach ssaków. Jej przełomowa praca była fundamentalna i poprowadziła wprost do narzędzi umożliwiających edycję konkretnych miejsc w genomach ssaków (for her work showing that localized double strand breaks in DNA stimulate recombination in mammalian cells. This seminal work was essential for and led directly to the tools enabling editing at specific sites in mammalian genomes)                       | [ 59 ]        |
| 2020 | Gero Miesenböck      | Austria              | za rozwój optogenetyki, techniki która zrewoluzjonalizowała neuronaukę (for the development of optogenetics, a technology that has revolutionized neuroscience) | [ 60 ]        |
| 2020 | Peter Hegemann       | Niemcy               | za rozwój optogenetyki, techniki która zrewoluzjonalizowała neuronaukę (for the development of optogenetics, a technology that has revolutionized neuroscience) | [ 60 ]        |
| 2020 | Georg Nagel          | Niemcy               | za rozwój optogenetyki, techniki która zrewoluzjonalizowała neuronaukę (for the development of optogenetics, a technology that has revolutionized neuroscience) | [ 60 ]        |
| 2021 | Scott D. Emr         | Stany Zjednoczone    | (for the landmark discovery of the ESCRT (Endosomal Sorting Complex Required for Transport) pathway, which is essential in diverse processes involving membrane biology, including cell division, cell-surface receptor regulation, viral dissemination, and nerve axon pruning. These processes are central to life, health and disease.) | [ 61 ]        |
| 2022 | Michael J. Welsh     | Stany Zjednoczone    | (for landmark discoveries of the molecular, biochemical, and functional defects underlying cystic fibrosis and the identification and development of medicines that reverse those defects and can treat most people affected by this disorder. Together, these discoveries and medicines are alleviating human suffering and saving lives.) | [ 62 ]        |
| 2022 | Paul Negulescu       | Stany Zjednoczone    | (for landmark discoveries of the molecular, biochemical, and functional defects underlying cystic fibrosis and the identification and development of medicines that reverse those defects and can treat most people affected by this disorder. Together, these discoveries and medicines are alleviating human suffering and saving lives.) | [ 62 ]        |
| 2023 | Patrick Cramer       | Niemcy               | (for pioneering structural biology that enabled visualisation, at the level of individual atoms, of the protein machines responsible for gene transcription, one of life’s fundamental processes. They revealed the mechanism underlying each step in gene transcription, how proper gene transcription promotes health, and how dysregulation causes disease.) | [ 63 ]        |
| 2023 | Eva Nogales          | Hiszpania            | (for pioneering structural biology that enabled visualisation, at the level of individual atoms, of the protein machines responsible for gene transcription, one of life’s fundamental processes. They revealed the mechanism underlying each step in gene transcription, how proper gene transcription promotes health, and how dysregulation causes disease.) | [ 63 ]        |
| 2024 | Swee Lay Thein       | Stany Zjednoczone    | for their discovery of the genetic and molecular mechanisms underlying the fetal-to-adult hemoglobin switch, making possible a revolutionary and highly effective genome-editing therapy for sickle cell anemia and β thalassemia, devastating blood diseases that affect millions of people worldwide. | [ 39 ]        |
| 2024 | Stuart Orkin         | Stany Zjednoczone    | for their discovery of the genetic and molecular mechanisms underlying the fetal-to-adult hemoglobin switch, making possible a revolutionary and highly effective genome-editing therapy for sickle cell anemia and β thalassemia, devastating blood diseases that affect millions of people worldwide. | [ 39 ]        |

### Matematyka
| rok  | laureaci                                    |
| ---- | ------------------------------------------- |
| 2004 | Shiing-shen Chern                           |
| 2005 | Andrew Wiles                                |
| 2006 | David Mumford Wen-Tsun Wu                   |
| 2007 | Robert Langlands Richard Taylor             |
| 2008 | Władimir Arnold Ludwig Faddiejew            |
| 2009 | Simon K. Donaldson Clifford Taubes          |
| 2010 | Jean Bourgain                               |
| 2011 | Demetrios Christodoulou Richard S. Hamilton |
| 2012 | Maksim Koncewicz                            |
| 2013 | David Donoho                                |
| 2014 | George Lusztig                              |
| 2015 | Gerd Faltings Henryk Iwaniec                |
| 2016 | Nigel Hitchin                               |
| 2017 | János Kollár Claire Voisin                  |
| 2018 | Luis Caffarelli                             |
| 2019 | Michel Talagrand                            |
| 2020 | Alexander Beilinson David Kazhdan           |
| 2021 | Jean-Michel Bismut Jeff Cheeger             |
| 2022 | Noga Alon Ehud Hrushovski                   |
| 2023 | Władimir Drinfeld Shing-Tung Yau            |
| 2024 | Peter Sarnak                                |

### Podsumowanie
| Rok  | Astronomia                                   | Nauki o życiu i medycyna                                 | Matematyka                                  |
| ---- | -------------------------------------------- | -------------------------------------------------------- | ------------------------------------------- |
| 2004 | James Peebles                                | Stanley N. Cohen Herbert Boyer Yuet Wai Kan Richard Doll | Shiing-shen Chern                           |
| 2005 | Geoffrey Marcy Michel Mayor                  | Michael Berridge                                         | Andrew Wiles                                |
| 2006 | Saul Perlmutter Adam Riess Brian Schmidt     | Wang Xiaodong                                            | David Mumford Wu Wenjun                     |
| 2007 | Peter Goldreich                              | Robert Lefkowitz                                         | Robert Langlands Richard Taylor             |
| 2008 | Reinhard Genzel                              | Keith Campbell Ian Wilmut Shin’ya Yamanaka               | Władimir Arnold Ludwig Faddiejew            |
| 2009 | Frank Hsia-San Shu                           | Douglas L. Coleman Jeffrey M. Friedman                   | Simon K. Donaldson Clifford Taubes          |
| 2010 | Charles L. Bennett Lyman Page David Spergel  | David Julius                                             | Jean Bourgain                               |
| 2011 | Enrico Costa Gerald Fishman                  | Jules Hoffmann Ruslan Medzhitov Bruce Beutler            | Demetrios Christodoulou Richard S. Hamilton |
| 2012 | David Jewitt Jane Luu                        | Franz-Ulrich Hartl Arthur Horwich                        | Maksim Koncewicz                            |
| 2013 | Steven Balbus John F. Hawley                 | Jeffrey C. Hall Michael Rosbash Michael W. Young         | David Donoho                                |
| 2014 | Daniel Eisenstein Shaun Cole John A. Peacock | Kazutoshi Mori Peter Walter                              | George Lusztig                              |
| 2015 | William J. Borucki                           | Bonnie L. Bassler E. Peter Greenberg                     | Gerd Faltings Henryk Iwaniec                |
| 2016 | Rainer Weiss Kip Thorne Ronald Drever        | Huda Zoghbi Adrian Bird                                  | Nigel Hitchin                               |
| 2017 | Simon White                                  | Ian R. Gibbons Ronald Vale                               | János Kollár Claire Voisin                  |
| 2018 | Jean-Loup Puget                              | Mary-Claire King                                         | Luis Caffarelli                             |
| 2019 | Edward C. Stone                              | Maria Jasin                                              | Michel Talagrand                            |
| 2020 | Roger D. Blandford                           | Gero Miesenböck, Peter Hegemann, Georg Nagel             | Alexander Beilinson David Kazhdan           |
| 2021 | Victoria M. Kaspi Chryssa Kouveliotou        | Scott D. Emr                                             | Jean-Michel Bismut Jeff Cheeger             |